# Sigurd Svensson
Karl Johan Sigurd Svensson (27 settembre 1912 – Stoccolma, 13 gennaio 1969) è stato un cavaliere svedese.

## Palmarès

### Olimpiadi
- Argento a Londra 1948 nel concorso completo a squadre.